# Мистецька вежа Міто
Мистецька вежа Міто (яп. 水戸芸術館, Міто Гейдзюцу-кан) - частина Муніципального художнього музею Міто в Японії.

## Комплекс
Комплекс складається з кількох будівель, згрупованих навколо площі та містить виставковий простір, функціональні зали та кінотеатр. Однією з будівель є 100-метрова вежа, спроєктована японським архітектором Арата Ісодзакі в грудні 1986 року. Відкриття відбулося в лютому 1990 року. Фасад складається зі сталевих трикутників, які закручуються до верху у вигляді спіралі. Вежа має чотири поверхи. До вежі можна потрапити через передпокій у двоповерховій базовій будівлі, яка також використовується для виставок.
Один з найбільших органів країни розташований у вежі, на високому вході. Він був побудований двома японськими органобудівниками, які пройшли навчання в Німеччині. Інструмент використовується для безплатних концертів в обідній час та у вихідні дні.

## Землетрус 2011 року
Комплекс був пошкоджений під час землетрусу Тохоку в березні 2011 року і був закритий на ремонт та перевірку безпеки до кінця червня 2011 року. Першою виставкою після повторного відкриття стала «CAFE in Mito 2011 — Relationships in Color».

## Світлини

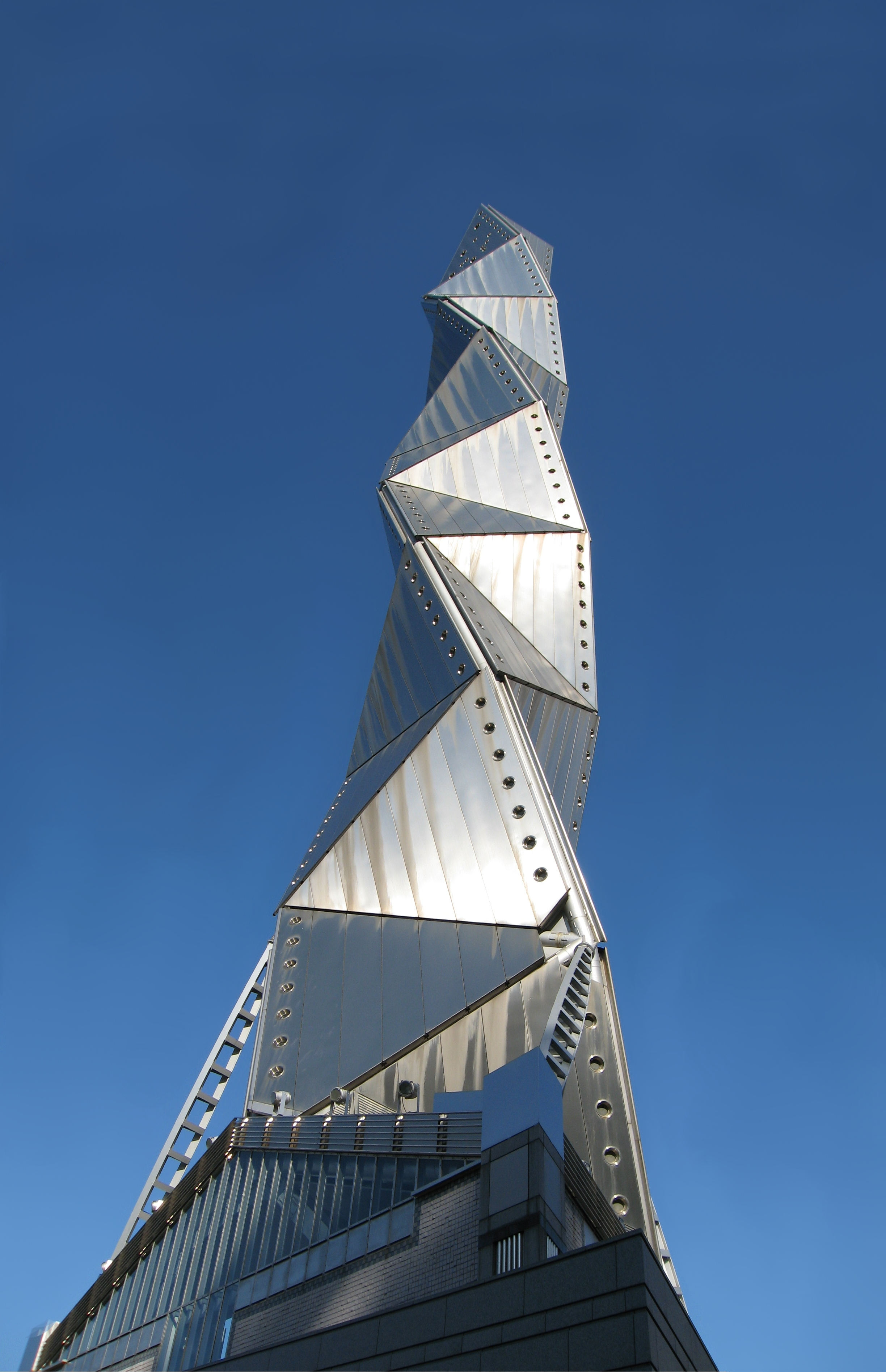
Мистецька вежа Міто
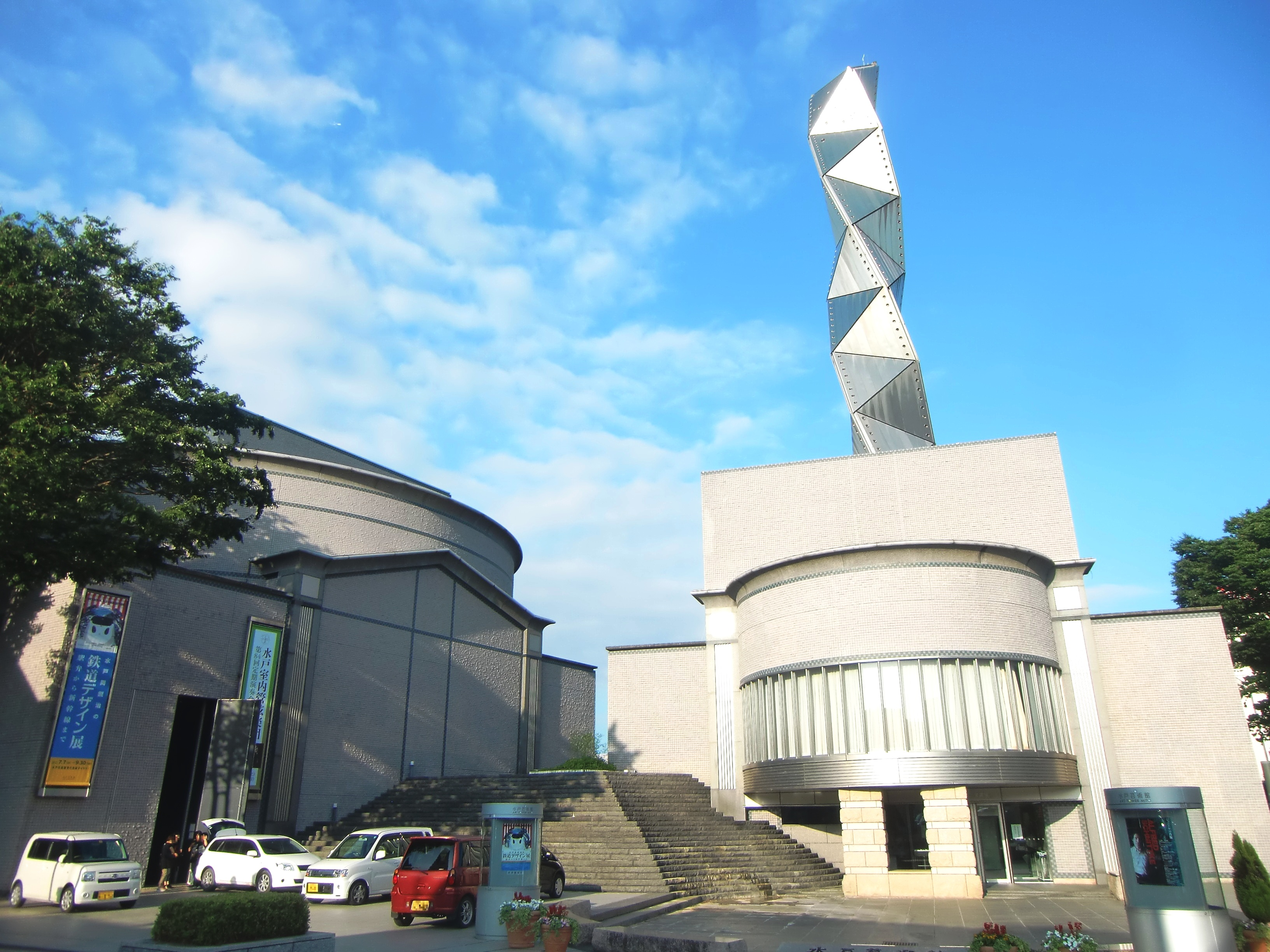
Квадрат з основою вежі праворуч
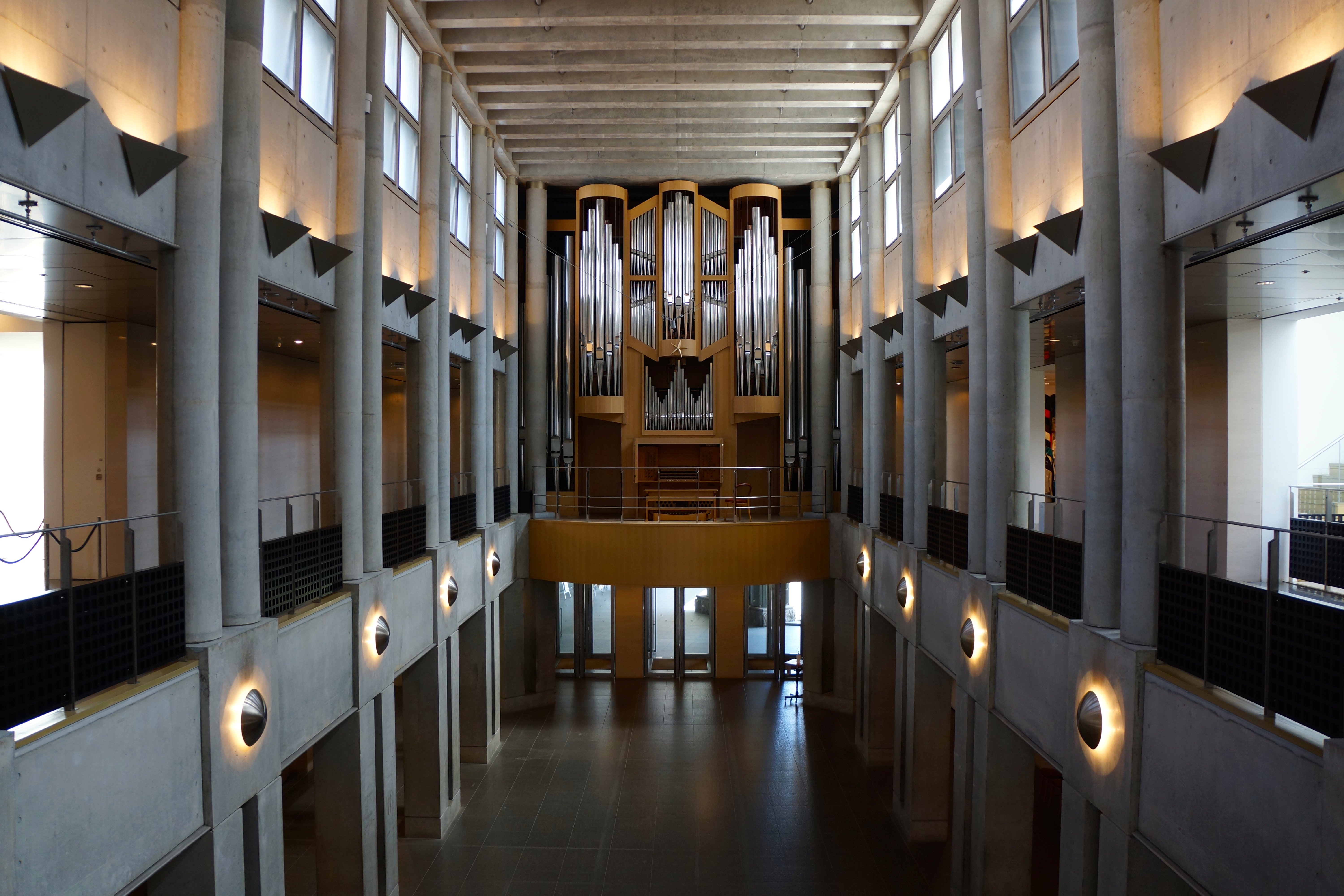
Орган у вхідній зоні вежі